# Isla Tovita
Isla Tovita är en ö i Argentina.   Den ligger i provinsen Chubut, i den södra delen av landet, 1 300 km sydväst om huvudstaden Buenos Aires. Arean är 2,1 kvadratkilometer.
Terrängen på Isla Tovita är mycket platt. Öns högsta punkt är 24 meter över havet. Den sträcker sig 2,8 kilometer i nord-sydlig riktning, och 2,0 kilometer i öst-västlig riktning.